# Black Panther
Black Panther je Marvelov stripski superjunak.
Pravo ime mu je princ T'Challa, mjesto rođenja Afrika, dob mu je nepoznata, boja kose crna, boja očiju plava. Black Panther koristi dimne bombe i male pandže na rukama, ljubimci su mu crne pantere i leopardi. Susreće se s fantastičnom četvorkom.
Black Panther je izmišljen superheroj, koji se pojavljuje u američkim stripovima koje objavljuje Marvel Comics. Karakter je stvorio pisac urednik Stan Lee i pisac-umjetnik Jack Kirby, koji se prvi put pojavio u Fantastic Four # 52 (pokriven datumom srpanj 1966.) u Silver Age of Comic Books. Pravo ime Black Pantera je T'Challa, kralj i zaštitnik afričke afričke nacije Wakande. Zajedno s posjedovanjem poboljšanih sposobnosti postignutih drevnim Wakandanskim ritualima da piju suštinu srčane biljke, T'Challa se također oslanja na njegovu stručnost u znanosti, strogu tjelesnu izobrazbu, vještine borbene vještine i pristup bogatstvu i naprednom Wakandanova tehnologija za borbu protiv svojih neprijatelja.
Black Panther prvi je superheroj afričkog podrijetla u mainstream američkim stripovima, nakon što je debitirao prije nekoliko ranih afričkih američkih superheroja kao što su Marvel Comics 'Falcon (1969), Luke Cage (1972) i Blade (1973), ili DC Comics' John Stewart u ulozi Green Lantern (1971). U jednoj stripovskoj priči, crni panterni plašt obrađuje Kasper Cole, multiracijski policijski službenik iz New Yorka. Počevši kao imitator, Cole bi kasnije uzeti nadimak White Tiger i postati saveznik T'Challa. Uloga Black Pantera i vodstva Wakande također se daju T'Challainoj sestri Shuri na kratko vrijeme.
Black Panther je napravio brojne nastupe na raznim televizijskim emisijama, animiranim filmovima i videoigrama. Lik je prikazan u akciji Chadwick Boseman u filmu "Kapetan America: Civil War", i 2018. film „Black Panther and Avengers: Infinity War”, postavljen u Marvel Cinematic Universeu.
U 2011. godini Black Panther je na prvom mjestu IGN-ove liste "Top 100 stripovskih knjiga".